# Aero Vodochody
La Aero Vodochody s.a., o semplicemente Aero, è una casa produttrice di veicoli della Repubblica Ceca, fondata nel 1919 presso Vodochody nel distretto di Praha-východ. Ha prodotto aerei utilizzati nella seconda guerra mondiale dai tedeschi e nella guerra fredda da ambedue i blocchi.
È stata venduta alla Boeing dopo il crollo del comunismo, ma ricomprata dallo stato ceco in quanto trascurata dall'acquirente.
Nel gennaio 2007 è stata nuovamente privatizzata, diventando di proprietà della società ceco-slovacca Penta Investments.
È attualmente la prima casa produttrice di aerei da addestramento a reazione (dal punto di vista di aerei prodotti), da sola copre 2/3 degli aerei di questo tipo prodotti.
Attualmente produce gli aerei L-159, L-39, L-59, componenti per conto di terzi (ad esempio collabora ai progetti Alenia C-27J, F/A-18, JAS-39 Gripen, Embraer 170/190, Airbus 320/340, Boeing 767) e gli elicotteri Sikorsky S-76 per conto della Sikorsky Aircraft.

## Storia
L'azienda viene fondata su iniziativa di Vladimir Kabeš il 10 gennaio 1919 ad Holešovice, cittadina ora integrata nell'area suburbana di Praga, con la ragione sociale di Aero, továrna letadel Dr. Kabeš. Attiva nel settore metalmeccanico con principale attività in quello aeronautico realizza su licenza modelli di progettazione tedesca come l'Aero Ae-01, versione locale dell'Hansa-Brandenburg B.I. Qui, nel 1921, viene sviluppato il primo modello di nuova concezione, il monomotore biplano di linea Aero A-10, basato sui modelli realizzati dalla austro-ungarica Phönix Flugzeugwerke.
Nel 1923 sposta la produzione nei nuovi stabilimenti situati ad Vysočany, anch'essa cittadina vicino a Praga, diversificando i propri prodotti verso nuovo settori quali quello automobilistico.

## Autovetture prodotte in passato
La produzione automobilistica si è protratta dal 1928 al 1949 ed era orientata sulla costruzione di vetture di cilindrata ridotta equipaggiate di motori di derivazione motociclistica.
I modelli
1. Aero 500 10 HP (ca. da 1925 - 35) - motore monocilindrico con cilindrata di 500 cm³, ca. 7,4 kW (10 hp), velocità massima 70 km/h.
2. Aero 662 12 HP (ca. da 1926 - 35) - motore bicilindrico con cilindrata di 662 cm³, ca. 9 kW (12 hp), velocità massima 80 km/h.
3. Aero 1000 20 HP (ca. da 1927 - 35) - motore bicilindrico con cilindrata di 1000 cm³, ca. 16 kW (20 hp), velocità massima 100 km/h.
4. Aero 30 (ca. da 1930 - 46) - motore bicilindrico con cilindrata di 1000 cm³, 22 kW (30 hp), velocità massima 115 km/h.
5. Aero 50 (ca. da 1931 - 46) - motore quadricilindrico con cilindrata di 2000 cm³, 37 kW (50 hp), velocità massima 150 km/h.
6. Aero Pony (un prototipo pre 1945) - la produzione mai realizzata.
7. Aero Rekord (un prototipo pre 1945) - la produzione mai realizzata.

Tutti motori erano a due tempi, raffreddati a liquido.

## Aeromobili

### Aerei prodotti prima del 1945

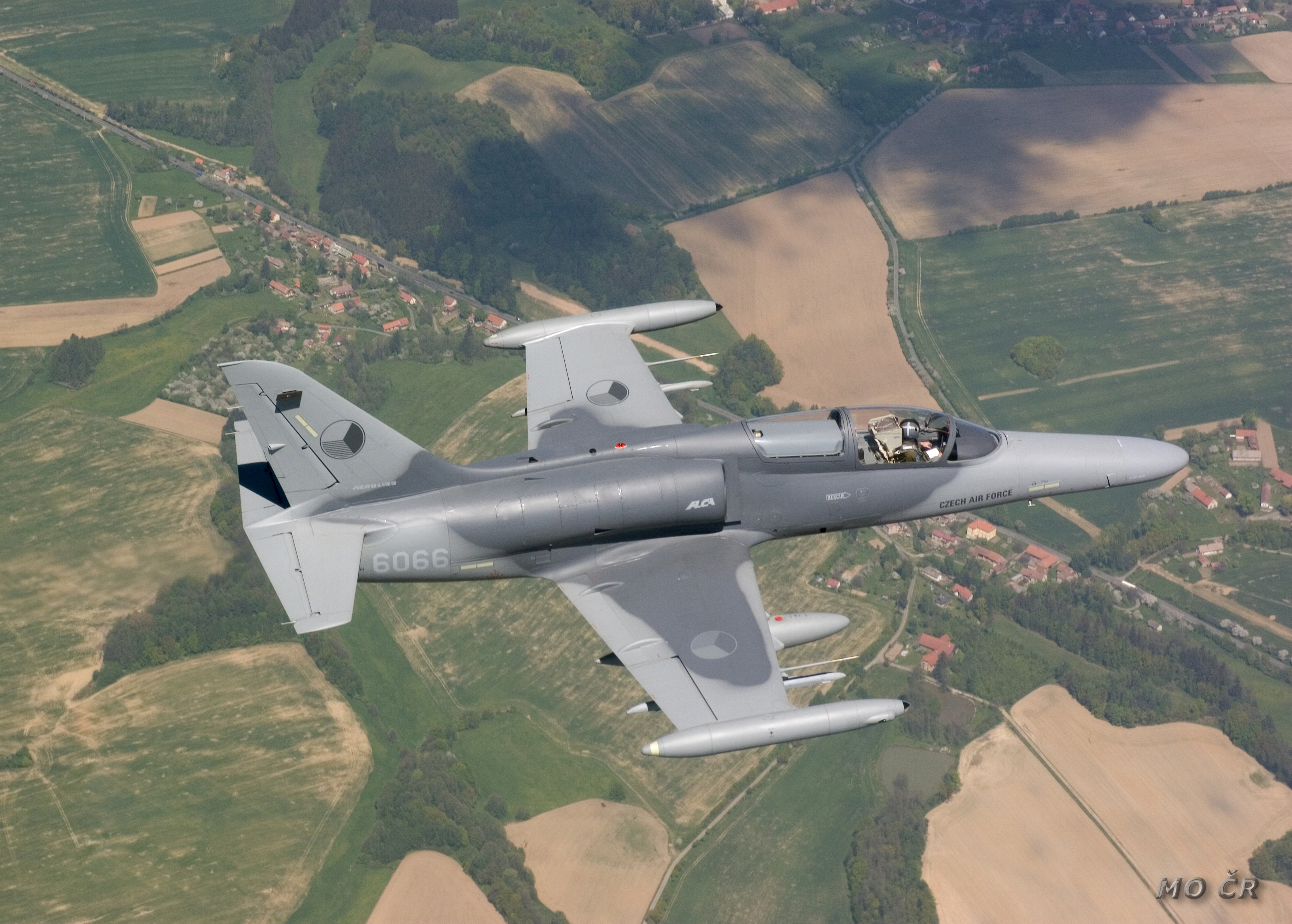
L-159 ALCA della Vzdušné síly armády České republiky

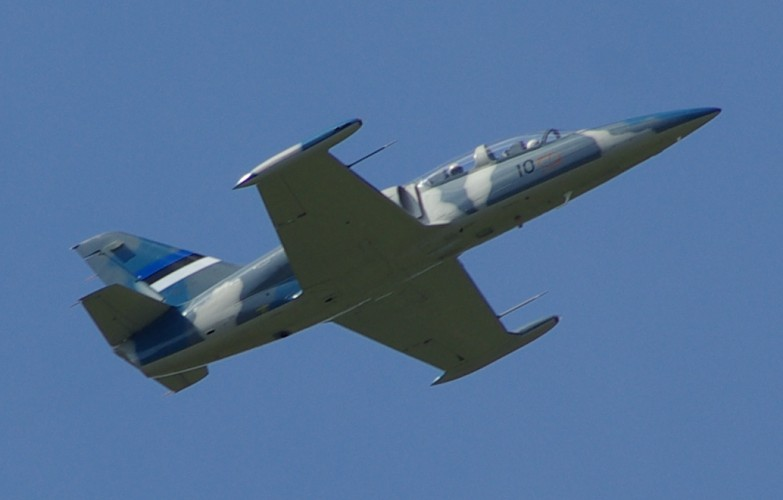
L-39 della Eesti õhuvägi

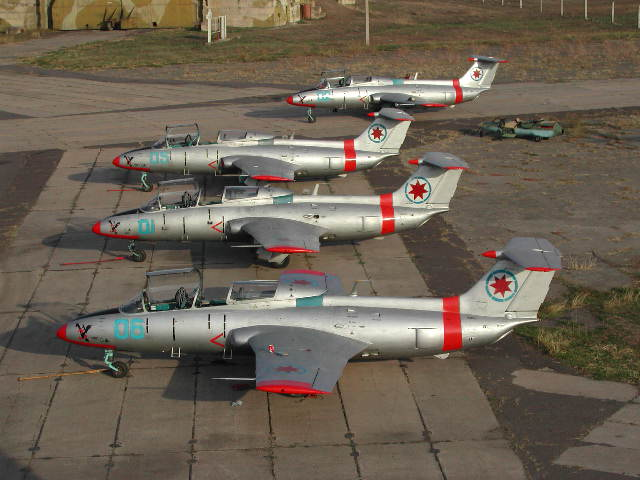
Aero L-29 della Sak'art'velos samxedro-sahaero dzalebi

- Aero A-1
- Aero A-10
- Aero A-11
- Aero A-12
- Aero A-14
- Aero A-17
- Aero A-18
- Aero A-19
- Aero A-20
- Aero A-21
- Aero A-25
- Aero A-22
- Aero A-23
- Aero A-24
- Aero A-26
- Aero A-29
- Aero A-30
- Aero A-32
- Aero A-42
- Aero A-100
- Aero A-102
- Aero A-200
- Aero MB-200
- Aero A-204
- Aero A-300
- Aero A-304

### Aerei prodotti dopo il 1945
- Aero 45
- Aero L-60 Brigadýr
- Aero L-29 Delfin
- Aero L-39 Albatros
- Aero L-59 Super Albatros
- Aero L-39NG
- Aero L-159 ALCA
- Aero Ae270 Ibis

### Elicotteri
- Aero HC-2 Heli Baby
- Aero HC-3
- Aero HC-4
- Aero Z-35 Heli Trainer